# Joe Slovo
Yossel „Joe“ Mashel Slovo (* 23. Mai 1926 in Obeliai bei Rokiškis, Litauen; † 6. Januar 1995 in Johannesburg) war ein südafrikanischer Politiker und Gegner der Apartheid.

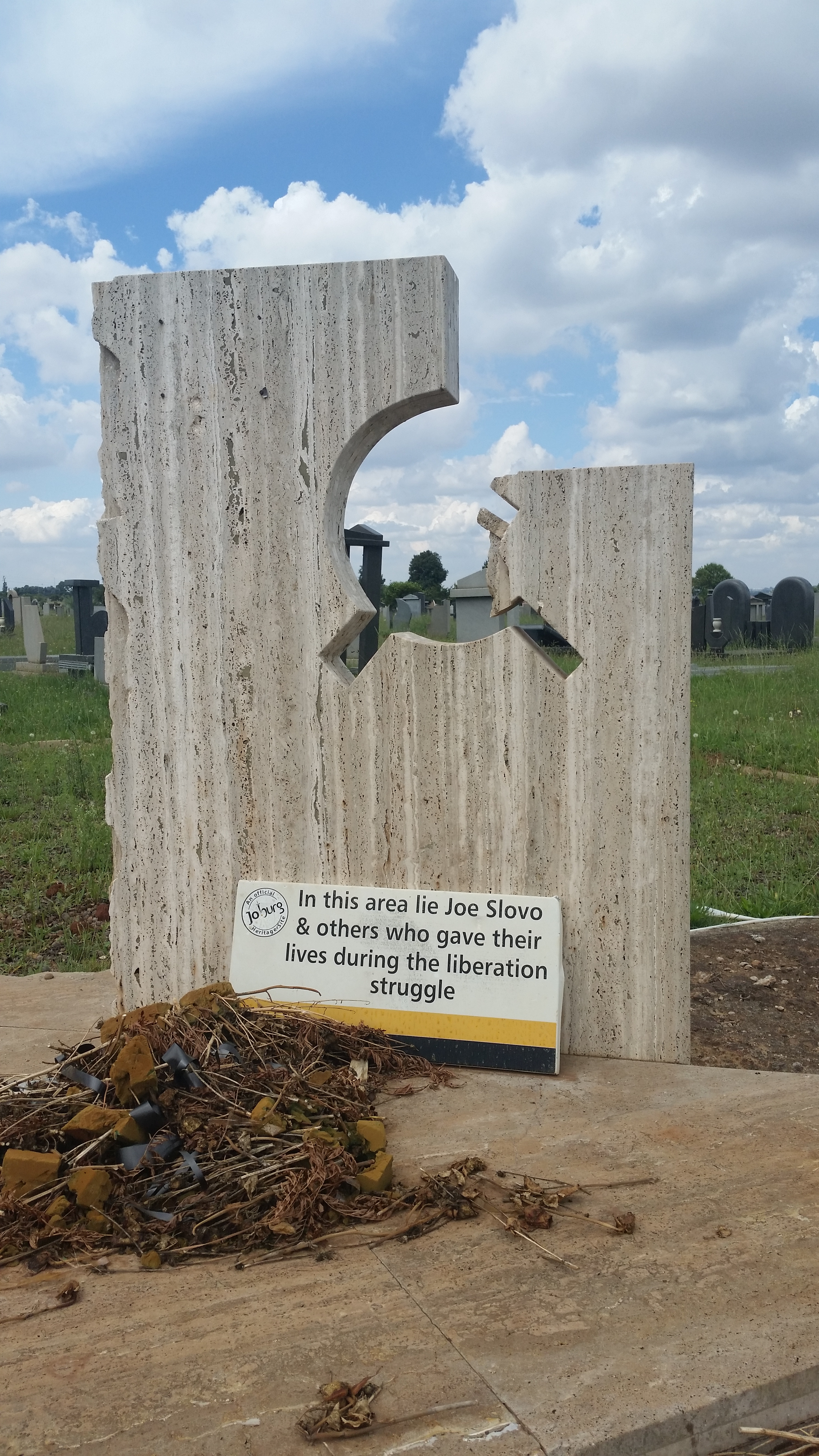
Grabstelle von Joe Slovo auf dem Avalon Cemetery in Soweto, Johannesburg

## Leben
Slovos Eltern emigrierten 1935 mit dem achtjährigen Sohn aus Litauen nach Südafrika, um dem Antisemitismus in Litauen zu entgehen. Slovo schloss sich später der Gewerkschaftsbewegung an und wurde 1942 mit 16 Jahren Mitglied der South African Communist Party (SACP).
1946 begann er ein Studium der Rechtswissenschaft an der Witwatersrand-Universität in Johannesburg, das er 1950 mit einem Bachelor of Laws beendete und wo er zu einem Freund von Nelson Mandela wurde. Anschließend war er als Rechtsanwalt tätig. Als die SACP 1950 offiziell verboten wurde, blieb er deren Mitglied im Untergrund und wurde 1953 Mitglied des Zentralkomitees der Partei. 1954 verhängte die Regierung ein Teilnahmeverbot an Versammlungen. Dies führte dazu, dass er nicht an der Versammlung des African National Congress (ANC) und anderer Organisationen teilnehmen konnte, auf der diese die Freiheitscharta (Freedom Charter) beschlossen, an deren Formulierung er maßgeblich beteiligt war. 1956 wurde er verhaftet und im Treason Trial wegen Landesverrats angeklagt. Allerdings wurde die Anklage gegen ihn 1958 fallen gelassen.
1961 gehörte er zu den Mitgründern des militärischen Flügels des ANC, Umkhonto we Sizwe, dessen Kommandeur er anschließend über viele Jahre war. Nach der Verhaftung Mandelas 1963 floh er aus Südafrika und begab sich zunächst ins Exil nach London, ehe er anschließend in mehreren Staaten im südlichen Afrika lebte. 1966 absolvierte er ein Postgraduiertenstudium an der London School of Economics und schloss dieses Studium mit einem Master of Laws ab. Von 1969 bis zur Auflösung 1983 gehörte er dem Revolutionsrat des ANC an. Als Generalstabschef des bewaffneten Flügels des ANC plante er Anschläge aus dem Exil. Einer dieser Anschläge war 1983 eine Bombenexplosion vor der liberalen Synagoge Tempel Israel in Hillbrow in Johannesburg, da sich darin der Präsident des Apartheidstaats als Gast aufgehalten hatte.
Slovo war der Hauptanführer der weißen Bevölkerungsgruppe gegen die Apartheid der weißen südafrikanischen Regierung. 1984 wurde er Vorsitzender der SACP und 1985 der erste Weiße, der zum Mitglied der Nationalexekutive des ANC gewählt wurde. Zwischen 1987 und 1991 war er Generalsekretär der SACP. 1987 wurde er außerdem auch Stabschef von Umkhonto we Sizwe. Nachfolger als Generalsekretär wurde Chris Hani. Auf einem Foto von der Militärparade in Ost-Berlin im Oktober 1989 ist Slovo nahe bei Honecker und Gorbatschow zu sehen. Spät wandte er sich von seinen stalinistischen Überzeugungen ab.
Nach der von Präsident Frederik Willem de Klerk 1990 erlassenen Amnestie und der Entlassung Mandelas aus der Haft kehrte er nach Südafrika zurück und war anschließend von 1991 bis zu seinem Tode wieder Vorsitzender der SACP.
Im Mai 1994 wurde Joe Slovo von Präsident Mandela zum Wohnungsbauminister in der ersten Regierung des Landes nach dem Ende der Apartheid ernannt. Er übte dieses Amt bis zu seinem Tod wenige Monate später aus. Bis zuletzt arbeitete Slovo an einem umfangreichen Wohnungsbauprogramm. Das Kabinett billigte in seiner letzten Sitzung im Dezember 1995 seinen Wohnungsbauplan. Nachdem ihn noch am Donnerstagabend Präsident Mandela am Krankenbett besucht hatte, verstarb Slovo am Freitagmorgen, dem 6. Januar 1995, um fünf Uhr an Krebs. Unmittelbar nach dem Tod  besuchte Präsident Mandela die Familie des  Verstorbenen. Slovo wurde auf dem Avalon Cemetery in Soweto beerdigt.

## Familie

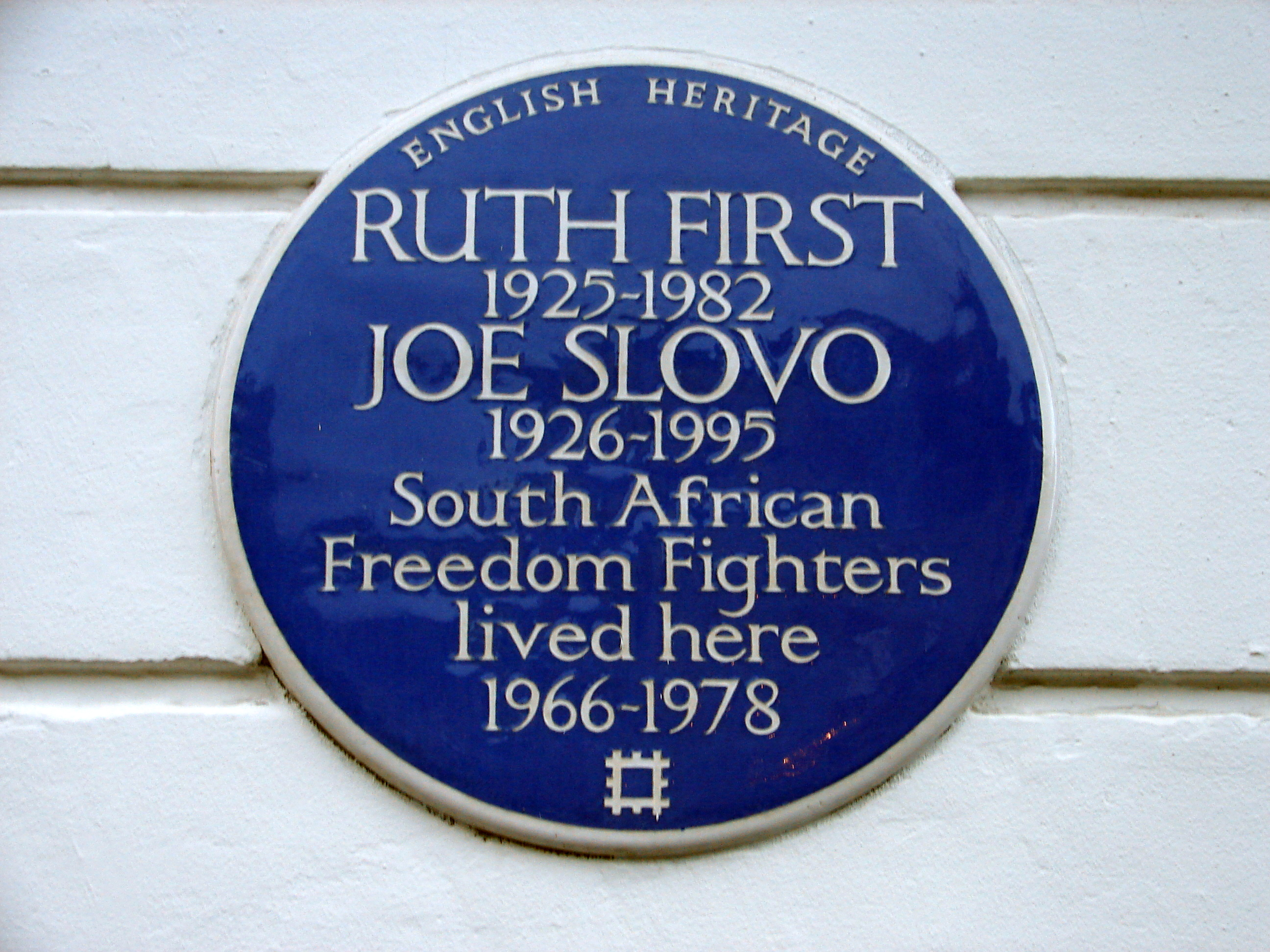
Blue Plaque zur Erinnerung an Ruth First und Joe Slovo in London

1949 heiratete er Ruth First, die Tochter des Schatzmeisters der SACP Julius First. Sie war ebenfalls eine Anti-Apartheid-Aktivistin, galt in den Medien als marxistische Denkerin und kam 1982 in Maputo in Mosambik durch eine Briefbombe ums Leben. Die Täter werden im südafrikanischen Geheimdienst vermutet. Die Umstände ihres Todes wurden 1988 unter dem Titel A World Apart verfilmt.
Aus der Ehe stammen die Schriftstellerin Gillian Slovo, die Drehbuchautorin Shawn Slovo sowie die Filmproduzentin Robyn Jean Slovo. 1984 heiratete Slovo in zweiter Ehe die Agrarökonomin Helena Dolny.

## Veröffentlichungen, Reden und Interviews
- „The Armed Struggle Spreads“ (A discussion article) – Sechaba, Mai 1968
- „People’s War – the task is to make these words a reality“ (interview, first published in Dawn). – Sechaba, April 1983
- „Ruth First Memorial Lecture“, Sechaba, Februar 1985
- „Interview with The Guardian“, London, Juli 1985
- „BBC Interview“, Juli 1986
- „Speech at the 65th anniversary meeting of the South African Communist Party“, London, Juli 1986
- „Interview mit Neues Deutschland“, Berlin, Oktober 1987
- „The South African Working Class and the National Democratic Revolution“, 1988
- „Message to the Soweto Rally for Walter Sisulu and other released ANC Leaders“, 1989
- „Has Socialism Failed?“, Januar 1990
- „BBC Interview“, Februar 1990
- „Interview with The Weekly Mail“, Februar 1990
- „Interview to Africa Report“ – Africa Report, New York, September–Oktober 1990
- „Joe Slovo Discusses ANC/SACP Economic Policies“, Johannesburg, Business Day, Dezember 1990
- „Beyond the Stereotype: The SACP in the past, present and future“ (Speech at the University of the Western Cape to mark the 70th anniversary of the SACP), Communist, 1991
- „A tribute to Yusuf Dadoo – African Communist“, 1991
- „It was just the beginning“. The MK Sabotage Campaign. Article in Submit or Fight!, 30 Years of Umkhonto we Sizwe, Booklet Published by the ANC Political Education Section, Dezember 1991
- „Political Report to the 8th Congress of the South African Communist Party“ – African Communist, first quarter 1992
- „Negotiations: What room for Compromise?“ – African Communist, 1992
- „Extracts from a speech by Joe Slovo recorded at SACTU seminar on the life and times of J.B. Marks held at Morogoro in March 1983 to Commemorate the 80th anniversary of Mark’s birth on March 21, 1903“ – African Communist, 1993
- „The Negotiations Victory: a political overview“ African Communist 1993
- „Shared Values: Socialism and Religion“ African Communist, 1994

## Ehrungen
- Im Jahr 1994 würdigte der ANC sein Engagement mit der Auszeichnung Isitwalandwe.